# Jullye Giliberti
Jullye Katherine Giliberti Cevedo (Valencia, Venezuela, 23 de abril de 1976) es una actriz venezolana. Es esposa del periodista y presentador de noticias Fernando del Rincón de CNN en Español.

## Trayectoria

### Telenovelas
- 2018 - Al otro lado del muro .... Lorena
- 2013 - 11-11: en mi cuadra nada cuadra ....Susana
- 2011 - Amar de nuevo ....Rosilda
- 2009 - Si me miran tus ojos....Samanta
- 2007 - Dame chocolate ....Julia Arismendi
- 2006 - Amores de mercado ....Cristina Moreno
- 2005 - La ley del silencio ....Magdalena Aguirre
- 2004 - Prisionera ....Ignacia 'Nacha' Vergara

### Series de TV
- Decisiones dos episodios.